# Bruno Ecuele Manga
Bruno Ecuele Manga (Libreville, 16 de julio de 1988) es un futbolista gabonés que juega de defensa y milita en el París 13 Atlético del Championnat National.

## Trayectoria
Manga comenzó su carrera en su tierra natal en el FC 105 Libreville, antes de ser descubierto por los ojeadores del Girondins de Burdeos. Él nunca jugó un partido de liga para el club, y pasó un tiempo cedido en el Rodez AF.
Al finalizar su con su contrato fue firmado en un contrato libre por Angers SCO, y se convirtió en una parte integral de su defensa.
En 2010 se incorporó a FC Lorient, y se convirtió muy pronto en la sustitución de Laurent Koscielny que dejó Lorient para incorporarse al Arsenal.

## Selección nacional

### Goles internacionales
| # | Fecha                   | Lugar                  | Adversario | Competencia                                          | Goles |
| - | ----------------------- | ---------------------- | ---------- | ---------------------------------------------------- | ----- |
| 1 | 7 de septiembre de 2008 | Seisa Ramabodu Estadio | Lesoto     | Clasificación para la Copa Mundial de Fútbol de 2014 | 1     |
| 2 | 6 de junio de 2009      | Estadio Omar Bongo     | Togo       | Clasificación para la Copa Mundial de Fútbol de 2014 | 1     |
| 3 | 15 de junio de 2013     | Stade de Franceville   | Níger      | Clasificación para la Copa Mundial de Fútbol de 2014 | 3     |

## Clubes
(Actualizada el 16 de mayo de 2020)
| Club                            | País       | Año       | Partidos | Goles |
| ------------------------------- | ---------- | --------- | -------- | ----- |
| F. C. 105 Libreville            | Gabón      | 2006      |          |       |
| F. C. Girondins de Burdeos "II" | Francia    | 2006-2007 | 40       | 0     |
| F. C. Girondins de Burdeos      | Francia    | 2007-2008 | 0        | 0     |
| Rodez AF                        | Francia    | 2008-2009 | 45       | 1     |
| Angers S. C. O.                 | Francia    | 2009-2010 | 28       | 3     |
| F. C. Lorient                   | Francia    | 2010-2014 | 91       | 4     |
| Cardiff City F. C.              | Inglaterra | 2014-2019 |          |       |
| Dijon F. C. O.                  | Francia    | 2019-2022 |          |       |
| A. S. M. Belfort                | Francia    | 2023      |          |       |
| Chamois Niortais F. C.          | Francia    | 2023-2024 |          |       |
| París 13 Atlético               | Francia    | 2025-     |          |       |